# 54-40 or Fight (sách)
54-40 or Fight là cuốn sách đầu tiên trong một bộ ba của Emerson Hough. Hai cuốn sách tiếp theo trong bộ ba là Purchase Price và John Rawn. Tiêu đề cuốn sách đề cập đến sự mở rộng của Hoa Kỳ mà Tổng thống James K. Polk đã kêu gọi. Việc mở rộng bao gồm Texas, California và lãnh thổ Oregon. Kể từ khi ranh giới phía bắc của Oregon là đường vĩ tuyến 54 độ, 40 phút, "fifty-four forty or fight!" đã trở thành một khẩu hiệu phổ biến. Cuốn sách được dành riêng cho Theodore Roosevelt. 54-40 or Fight là một thành công về mặt tài chính.